# Lista de pinturas de John William Waterhouse

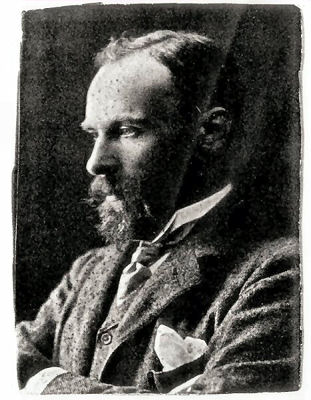
John William Waterhouse

Esta é uma lista de pinturas de John William Waterhouse.
John William Waterhouse nasceu em Roma em meados do século XIX, era filho de pais pintores ingleses. Viveu e trabalhou em Londres aonde frequentou a Academia Real Inglesa. Identificado pelo estilo pré-rafaelita, pintou telas grandes retratando cenas da vida cotidiana e da mitologia grega.
Pintor vitoriano romântico particularmente conhecido por sua representação de temas clássicos e de personagens e temas da literatura clássica e poesia, principalmente dos trabalhos de Dante Alighieri, Tennyson e Shakespeare.
Morreu na cidade de Londres em 1917.
| Imagem | Título                                                          | Data                 | Material                    | Coleção                                        | Descrito em |
| ------ | --------------------------------------------------------------- | -------------------- | --------------------------- | ---------------------------------------------- | ----------- |
|        | Miss Claire Kenworthy                                           | século XIX           | tela tinta a óleo           | No/unknown value                               |             |
|        | The Slave                                                       | 1872                 |                             | No/unknown value                               |             |
|        | Uma indesejável companhia: Uma cena de rua no Cairo             | 1872                 | tinta a óleo tela           | Parque Towneley                                |             |
|        | Undine                                                          | 1872                 | tela tinta a óleo           | No/unknown value                               |             |
|        | The Unwelcome Companion                                         | 1872                 | tinta a óleo tela           | Towneley Hall Art Gallery And Museum           |             |
|        | Gone, But Not Forgotten                                         | 1873                 | tinta a óleo tela           | No/unknown value                               |             |
|        | Sono e o seu Meio-irmão, Morte                                  | 1874                 | tinta a óleo                | No/unknown value                               |             |
|        | The Spinner                                                     | 1874                 | tinta a óleo tela           | No/unknown value                               |             |
|        | In the Peristyle                                                | 1874                 | tela tinta a óleo           | Touchstones Rochdale                           |             |
|        | Two Little Italian Girls by a Village                           | década de 1870       | tela tinta a óleo           | No/unknown value                               |             |
|        | Miranda                                                         | 1875                 | tela tinta a óleo           | No/unknown value                               |             |
|        | After The Dance                                                 | 1 de janeiro de 1876 | tinta a óleo tela           | No/unknown value                               |             |
|        | A Neapolitan flax spinner                                       | 1877                 | tinta a óleo tela           |                                                |             |
|        | A Sick Child brought into the Temple of Aesculapius             | 1877                 | tela tinta a óleo           |                                                |             |
|        | Remorso de Nero                                                 | 1878                 | tela tinta a óleo           | No/unknown value                               |             |
|        | Day Dreams                                                      | 1879                 | guache lápis aquarela papel | No/unknown value                               |             |
|        | Dolce Far Niente                                                | 1879                 | tela tinta a óleo           | No/unknown value                               |             |
|        | Dolce Far Niente                                                | 1880                 | tela tinta a óleo           | Museu e Galeria de Arte de Kirkcaldy           |             |
|        | A Grecian Flower Market                                         | 1880                 | tela tinta a óleo           | Galeria de Arte Laing                          |             |
|        | A Grecian Flower Market                                         | 1880                 | tinta a óleo tela           | Galeria de Arte Laing                          |             |
|        | Dolce far niente                                                | 1880                 | tinta a óleo tela           | Museu e Galeria de Arte de Kirkcaldy           |             |
|        | Diogenes                                                        | 1882                 | tinta a óleo tela           | Galeria de Arte da Nova Gales do Sul           |             |
|        | Os Favoritos do Imperador Honorius                              | 1883                 | tinta a óleo tela           | Art Gallery of South Australia                 |             |
|        | Sketch for The Favorites of the Emperor Honorius (study)        | 1883                 | tela tinta a óleo           |                                                |             |
|        | Consulting the Oracle                                           | 1884                 | tinta a óleo tela           | No/unknown value                               |             |
|        | Consultando o Oráculo                                           | 1884                 | tinta a óleo tela           | Tate National Gallery                          |             |
|        | Santa Eulália                                                   | 1885                 | tinta a óleo tela           | Tate National Gallery                          |             |
|        | Good Neighbours                                                 | 1885                 | tela tinta a óleo           | No/unknown value                               |             |
|        | Sketch for "Saint Eulalia"                                      | 1885                 | tinta papel aquarela        | Tate                                           |             |
|        | Esther Kenworthy Waterhouse                                     | 1885                 | painel tinta a óleo         | Sheffield Galleries and Museums Trust          |             |
|        | O Círculo Mágico                                                | 1886                 | tinta a óleo tela           | National Gallery Tate                          |             |
|        | Study for The Magic Circle                                      | 1886                 | tela tinta a óleo           | No/unknown value                               |             |
|        | The Magic Circle                                                | 1886                 | tela tinta a óleo           | No/unknown value                               |             |
|        | Mariamne Leaving the Judgement Seat of Herod                    | 1887                 | tela tinta a óleo           | Galerias Forbes                                |             |
|        | Cleopatra (Waterhouse)                                          | 1888                 | tela tinta a óleo           | No/unknown value                               |             |
|        | A Senhora de Shalott                                            | 1888                 | tinta a óleo tela           | Tate National Gallery                          |             |
|        | Ophelia                                                         | 1889                 | tela tinta a óleo           | No/unknown value                               |             |
|        | Lady on a Balcony, Capri                                        | década de 1880       | tela tinta a óleo           | No/unknown value                               |             |
|        | Flora                                                           | 1890                 | tinta a óleo tela           | No/unknown value                               |             |
|        | Study of a Female Figure with Rosary                            | 1890                 | carvão papel vergé          | Galerias Leicester                             |             |
|        | A Roman Offering                                                | 1890                 |                             |                                                |             |
|        | At Capri                                                        | 1890                 |                             |                                                |             |
|        | Circe oferecendo a taça para Ulisses                            | 1891                 | tinta a óleo tela           | Gallery Oldham                                 |             |
|        | Ulisses e as Sirenas (pintura de 1891)                          | 1891                 | tinta a óleo tela           | National Gallery of Victoria                   |             |
|        | Circe                                                           | 1891                 | tinta a óleo tela           | Gallery Oldham                                 |             |
|        | Danaë                                                           | 1892                 | tela tinta a óleo           | No/unknown value                               |             |
|        | Circe Invidiosa                                                 | 1892                 | tinta a óleo                | Art Gallery of South Australia                 |             |
|        | Sketch for A Mermaid                                            | 1892                 | tela tinta a óleo           | No/unknown value                               |             |
|        | Sketch for A Mermaid                                            | década de 1890       | tela tinta a óleo           | No/unknown value                               |             |
|        | La Belle Dame sans Merci (pintura)                              | 1893                 | tinta a óleo tela           | Hessisches Landesmuseum Darmstadt              |             |
|        | A Naiad                                                         | 1893                 | tela tinta a óleo           | No/unknown value                               |             |
|        | Sketch for La Belle Dame sans Merci                             | 1893                 | madeira tinta a óleo        | No/unknown value                               |             |
|        | Hamadryad                                                       | 1893                 | tela tinta a óleo           | Museu da cidade de Plymouth e Galeria de Arte  |             |
|        | Gathering Summer Flowers in a Devonshire Garden                 | 1 de janeiro de 1893 | tinta a óleo tela           | No/unknown value                               |             |
|        | A Female Study                                                  | 1894                 | giz papel                   |                                                |             |
|        | Ophelia                                                         | 1894                 | tela tinta a óleo           |                                                |             |
|        | A Senhora de Shalott Olhando para Lancelot                      | 1894                 | tinta a óleo tela           | Galeria de arte de Leeds                       |             |
|        | The Lady of Shalott looking at Lancelot                         | 1894                 | tela tinta a óleo           | Galeria de Arte de Falmouth                    |             |
|        | The Shrine                                                      | 1895                 | tela tinta a óleo           | No/unknown value                               |             |
|        | Saint Cecilia                                                   | 1895                 | tela tinta a óleo           | No/unknown value                               |             |
|        | Pandora                                                         | 1896                 | tinta a óleo tela           | No/unknown value                               |             |
|        | Hilas e as Ninfas                                               | 1896                 | tinta a óleo tela           | Galeria de Arte de Manchester                  |             |
|        | Head of a Woman (Various lithographs from 'The Studio' journal) | 1896                 | litogravura                 | Centro de Arte Britânico de Yale               |             |
|        | Mariana no Sul                                                  | 1897 década de 1890  | tela tinta a óleo           | No/unknown value Leighton House                |             |
|        | Study for Mariana in the South                                  | década de 1890       | tela tinta a óleo           |                                                |             |
|        | Juliet                                                          | 1898                 | tela tinta a óleo           | No/unknown value                               |             |
|        | Ariadne                                                         | 1898                 |                             | No/unknown value                               |             |
|        | Flora and the Zephyrs                                           | 1898                 | tela tinta a óleo           | No/unknown value                               |             |
|        | The Awakening of Adonis                                         | 1899                 | tela tinta a óleo           | Andrew Lloyd Webber Collection                 |             |
|        | Destino (pintura)                                               | 1900                 | tinta a óleo tela           | Parque Towneley                                |             |
|        | The Lady Clare                                                  | 1900                 | tela tinta a óleo           | No/unknown value                               |             |
|        | A Sereia                                                        | 1900                 | tela tinta a óleo           | Academia Real Inglesa                          |             |
|        | A Sirena                                                        | década de 1900       | tinta a óleo tela           | No/unknown value                               |             |
|        | Study of The Lady Clare                                         | 1900                 | sanguínea                   |                                                |             |
|        | Nymph (sketch for the Nymphs finding the head of Orpheus)       | 1900                 | tela tinta a óleo           | No/unknown value                               |             |
|        | Nymphs Finding the Head of Orpheus                              | 1900                 | tela tinta a óleo           | No/unknown value                               |             |
|        | The Flower Picker                                               | 1900                 | guache aquarela             | No/unknown value                               |             |
|        | Destiny                                                         | 1900                 | tinta a óleo tela           | Towneley Hall Art Gallery And Museum           |             |
|        | A Bola de Cristal                                               | 1902                 | tinta a óleo tela           | No/unknown value                               |             |
|        | O Missal                                                        | 1902                 | tela tinta a óleo           |                                                |             |
|        | Thisbe                                                          | 1903                 | tela tinta a óleo           | No/unknown value                               |             |
|        | Psyche Opening the Door into Cupid's Garden                     | 1903                 | tela tinta a óleo           | Harris Museum                                  |             |
|        | Bóreas                                                          | 1903                 | tinta a óleo                | No/unknown value                               |             |
|        | Eco e Narciso                                                   | 1903                 | tinta a óleo tela           | Walker Art Gallery                             |             |
|        | Windflowers                                                     | 1903                 | tinta a óleo tela           | No/unknown value                               |             |
|        | Study for Echo from Echo and Narcissus                          | 1903                 | lápis papel                 | No/unknown value                               |             |
|        | The Danaides                                                    | 1903                 | tela tinta a óleo           | No/unknown value                               |             |
|        | The Soul of the Rose                                            | 1903                 | tela tinta a óleo           | No/unknown value                               |             |
|        | Echo - Study for the head for Echo and Narcissus.               | 1903                 | tela tinta a óleo           |                                                |             |
|        | Psyche Entering Cupid's Garden                                  | 1903                 | tinta a óleo tela           | Harris Museum                                  |             |
|        | Psyche Opening the Golden Box                                   | 1904                 |                             | No/unknown value                               |             |
|        | Phyllis and Demophoon                                           | 1905                 | tinta a óleo tela           | No/unknown value                               |             |
|        | Lamia                                                           | 1905                 | tela tinta a óleo           | Galeria de arte de Auckland                    |             |
|        | Lamia and the Soldier                                           | 1905                 | tela tinta a óleo           | No/unknown value                               |             |
|        | The Danaides                                                    | 1906                 | tela tinta a óleo           | Aberdeen Archives, Gallery and Museums         |             |
|        | Jasão e Medeia                                                  | 1907                 | tinta a óleo tela           | No/unknown value                               |             |
|        | Gather Ye Rosebuds While Ye May (Waterhouse painting 1908)      | 1908                 | tinta a óleo                | No/unknown value                               |             |
|        | Apollo and Daphne                                               | 1908                 | tela tinta a óleo           | No/unknown value                               |             |
|        | Sketch for Gather Ye Rosebuds                                   | década de 1900       | tela tinta a óleo           | No/unknown value                               |             |
|        | The Bouquet                                                     | 1908                 | tela tinta a óleo           | Galeria de Arte de Falmouth                    |             |
|        | Gather Ye Rosebuds While Ye May (Waterhouse painting 1909)      | 1909                 | tinta a óleo tela           | No/unknown value                               |             |
|        | Lamia                                                           | 1909                 | tela tinta a óleo           | No/unknown value                               |             |
|        | Ophelia                                                         | 1910                 | tela tinta a óleo           | No/unknown value                               |             |
|        | Spring Spreads One Green Lap of Flowers                         | 1910                 | tela tinta a óleo           |                                                |             |
|        | Study for Ophelia                                               | 1910                 |                             |                                                |             |
|        | The Rose Bower                                                  | 1910                 |                             |                                                |             |
|        | A Feiticeira                                                    | década de 1910       | tinta a óleo tela           | No/unknown value                               |             |
|        | Circe                                                           | 1911                 | tela tinta a óleo           | No/unknown value                               |             |
|        | Sketch for Maidens picking Flowers by a Stream                  | 1911                 | tela tinta a óleo           | Art Renewal Center                             |             |
|        | The Charmer                                                     | 1911                 | tela tinta a óleo           |                                                |             |
|        | Miss Betty Pollock                                              | 1911                 |                             |                                                |             |
|        | Penelope and the Suitors                                        | 1912                 | tela tinta a óleo           | Aberdeen Archives, Gallery and Museums         |             |
|        | Narcissus                                                       | 1912                 | tela tinta a óleo           | No/unknown value                               |             |
|        | Mrs. Charles Schreiber                                          | 1912                 | tinta a óleo                |                                                |             |
|        | Sweet Summer                                                    | 1912                 | tela tinta a óleo           | No/unknown value                               |             |
|        | A Song of Springtime                                            | 1913                 | tela tinta a óleo           | No/unknown value                               |             |
|        | A Anunciação                                                    | 1914                 | tinta a óleo tela           | No/unknown value                               |             |
|        | Flora                                                           | 1914                 | tela tinta a óleo           | Museu de arte de Kōriyama                      |             |
|        | Study for Dante and Matilda                                     | década de 1910       | tela tinta a óleo           | Museu de Arte Dahesh                           |             |
|        | The Mystic Wood                                                 | década de 1910       | tela tinta a óleo           | Queensland Art Gallery & Gallery of Modern Art |             |
|        | Matilda                                                         | 1915                 | tela tinta a óleo           | No/unknown value                               |             |
|        | "Estou cansada de sombras", disse a Senhora de Shalott          | 1916                 | tela tinta a óleo           | Galeria de Arte de Ontário                     |             |
|        | Um Conto de Decamerão                                           | 1916                 | tinta a óleo tela           | Lady Lever Art Gallery                         |             |
|        | O Jardim Encantado                                              | década de 1910       | tinta a óleo tela           | Lady Lever Art Gallery                         |             |
|        | Study for Decameron                                             | 1916                 | tela tinta a óleo           | No/unknown value                               |             |
|        | Fair Rosamund                                                   | 1916                 | tela tinta a óleo           | No/unknown value                               |             |
|        | Head study for 'The Enchanted Garden'                           | 1916                 | tela madeira tinta a óleo   |                                                |             |
|        | Fair Rosamund                                                   | 1916                 | tela tinta a óleo           | Associação Nacional de Museus do País de Gales |             |
|        | Tristan and Isolde with the Potion                              | década de 1910       | tela tinta a óleo           | Art Renewal Center                             |             |
|        | Miranda                                                         | 1916                 |                             | No/unknown value                               |             |
|        | Miranda - A Tempestade (1916)                                   | 1916                 | tinta a óleo tela           | No/unknown value                               |             |
|        | Gathering Almond Blossoms                                       | 1916                 |                             |                                                |             |
|        | Study in Oils                                                   | 1917                 | tinta a óleo tela           |                                                |             |
|        | Flora                                                           | 1917                 |                             |                                                |             |
|        | Study For Gather Ye Rosebuds While Ye May                       |                      | sanguínea papel             | Art Renewal Center                             |             |
|        | Head of Orpheus (sStudy for Nymphs Finding the Head of Orpheus) |                      | tela tinta a óleo           | Universidade de Northumbria                    |             |
|        | Touchstone, The Jester                                          |                      | madeira aquarela            | No/unknown value                               |             |
|        | Vain Lamorna, A Study for Lamia                                 |                      | tela tinta a óleo           | No/unknown value                               |             |
|        | St. Joan                                                        |                      | tela tinta a óleo           | No/unknown value                               |             |
|        | In the Harem                                                    |                      | tinta a óleo tela           | No/unknown value                               |             |
|        | Phyllis                                                         |                      | tinta a óleo tela           | No/unknown value                               |             |
|        | Study for "Lamia"                                               |                      | grafite papel pergaminho    | Centro de Arte Britânico de Yale               |             |
|        | The Lady of Shalott (from the poem by Tennyson)                 |                      | tinta a óleo tela           | Galeria de Arte de Falmouth                    |             |
|        | The Bouquet                                                     |                      | tinta a óleo tela           | Galeria de Arte de Falmouth                    |             |
|        | Hamadryad                                                       |                      | tinta a óleo tela           | Museu da cidade de Plymouth e Galeria de Arte  |             |

∑ 145 items.